# Мужская сборная Австрии по баскетболу 3×3
Мужская сборная Австрии по баскетболу 3×3 представляет Австрию на международных соревнованиях по баскетболу 3×3. Управляющим органом является Австрийский баскетбольный союз (нем. Österreichischer Basketball Verband, англ. Basketball Austria).
По состоянию на 6 сентября 2024, мужская сборная Австрии по баскетболу 3×3 занимает 9-е место в мировом рейтинге ФИБА мужских сборных по баскетболу 3×3.

## Результаты выступлений
| Турнир                             | Золото | Серебро | Бронза | Всего |
| ---------------------------------- | ------ | ------- | ------ | ----- |
| Чемпионат мира по баскетболу 3×3   | —      | —       | —      | —     |
| Чемпионат Европы по баскетболу 3x3 | 1      | 0       | 0      | 1     |
| Европейские игры                   | —      | —       | —      | —     |
| Итого                              | 1      | 0       | 0      | 1     |

### Чемпионат мира по баскетболу 3x3
| Год            | Место          | Игры           | Победы         | Поражения      | Состав команды                                                             |
| -------------- | -------------- | -------------- | -------------- | -------------- | -------------------------------------------------------------------------- |
| 2012—2019      | не участвовали | не участвовали | не участвовали | не участвовали | не участвовали                                                             |
| Антверпен 2022 | 12             | 5              | 1              | 4              | Nico Kaltenbrunner, Steven Kaltenbrunner, Matthias Linortner, Martin Trmal |
| Вена 2023      | 6              | 6              | 3              | 3              | Nico Kaltenbrunner, Filip Krämer, Matthias Linortner, Rashaan Mbemba       |

### Чемпионат Европы по баскетболу 3x3
| Год            | Место          | Игры           | Победы         | Поражения      | Состав команды                                                        |
| -------------- | -------------- | -------------- | -------------- | -------------- | --------------------------------------------------------------------- |
| 2014—2018      | не участвовали | не участвовали | не участвовали | не участвовали | не участвовали                                                        |
| Дебрецен 2019  | 6              | 3              | 1              | 2              | Moritz Lanegger, Toni Blazan, Matthias Linortner, Renato Poljak       |
| Париж 2021     | 12             | 2              | 0              | 2              | Moritz Lanegger, Filip Krämer, Nico Kaltenbrunner, Matthias Linortner |
| Грац 2022      | 6              | 3              | 1              | 2              | Nico Kaltenbrunner, Filip Krämer, Matthias Linortner, Martin Trmal    |
| Иерусалим 2023 | 5              | 3              | 1              | 2              | Nico Kaltenbrunner, Filip Krämer, Matthias Linortner, Enis Murati     |
| Вена 2024      | 1              | 5              | 4              | 1              | Toni Blazan, Nico Kaltenbrunner, Enis Murati, Fabio Söhnel            |

### Европейские игры
| Год         | Место          | Игры           | Победы         | Поражения      | Состав команды                                                     |
| ----------- | -------------- | -------------- | -------------- | -------------- | ------------------------------------------------------------------ |
| 2015—2019   | не участвовали | не участвовали | не участвовали | не участвовали | не участвовали                                                     |
| Краков 2023 | 5              | 4              | 3              | 1              | Nico Kaltenbrunner, Filip Krämer, Matthias Linortner, Martin Trmal |